# 弗雷德斯多夫
弗雷德斯多夫是德国石勒苏益格－荷尔斯泰因州的一个市镇。总面积5.90平方公里，总人口377人，其中男性199人，女性178人（2011年12月31日），人口密度64人/平方公里。